# John Du Cann
John Du Cann (* jako John Cann; 5. června 1946 – 21. září 2011) byl britský kytarista a zpěvák. Byl členem skupin Atomic Rooster, Hard Stuff, Andromeda a The Attack. V roce 1977 vydal své první sólové studiové album s názvem The World's Not Big Enough, na kterém se podílel John McCoy (baskytara) a tři členové skupiny Status Quo, Francis Rossi (kytara, producent), Andy Bown (klávesy) a Pete Kircher (bicí).